# Aat de Jonge
Aat Bram Louis de Jonge (Leiden, 14 januari 1953) is een Nederlands jurist, bestuurder en partijloos politicus. Eerder was hij lid van de CHU en het CDA. Van 1 januari 2019 tot 5 september 2023 was hij lid van de Kiesraad. Daarvoor was hij burgemeester en waarnemend burgemeester in diverse gemeenten (1986-2018) en lid van de Tweede Kamer der Staten-Generaal (1981-1982).

## Biografie
Na het vervullen van zijn dienstplicht studeerde hij van 1974 tot 1981 Nederlands recht aan de Rijksuniversiteit Leiden, waar hij zich specialiseerde in het staats- en bestuursrecht. Daarnaast was hij landelijk voorzitter van Christelijk-Historische Jongerenorganisatie (CHJO). de jongerenorganisatie van de Christelijk-Historische Unie (CHU).
In 1981 werd hij ambtenaar bij het ministerie van Justitie en later dat jaar lid van de Tweede Kamer. Na de val van het kabinet-Van Agt II volgden in 1982 verkiezingen waarna hij niet meer terugkeerde in de Tweede Kamer. De Jonge ging weer werken bij het ministerie van Justitie waar hij plaatsvervangend hoofd werd van de afdeling algemene aangelegenheden. Vier jaar later werd hij burgemeester van de toenmalige gemeente Nieuwleusen en in 1992 volgde zijn benoeming tot burgemeester van Houten.

### Burgemeester van Houten
Tijdens zijn periode in Houten werden onder zijn leiding de plannen ontwikkeld voor de bouw van Houten-Zuid, een nieuwbouwlocatie die door de landelijke overheid was aangewezen. Een probleem waar De Jonge tegenaan liep was de grondverwerving voor deze bouwtaak, waardoor diverse projectontwikkelaars aan zelfrealisatie deden en de overheid buiten spel werd gezet. De Jonge werd ook geconfronteerd met de financiering van de Rondweg om Houten. Nadat bleek dat de provincie niet mee wilde betalen, ontpopte De Jonge zich als een strijdbare burgemeester voor de Houtense gemeenschap. Uiteindelijk werd het geldtekort opgelost door meer woningen te bouwen.
Vlak voor de eeuwwisseling lukte het De Jonge om de koningin naar Houten te halen. De komst van de Floriade mislukte daartegen.
Bestuurlijk had De Jonge ook te maken met tegenwind. Binnen een deel van de Houtense politiek was wantrouwen ontstaan over de besloten bestuurscultuur. Een aanklacht met rechtszaak tussen een raadslid en burgemeester De Jonge en andersom was het gevolg. Daarnaast probeerde hij, ondanks grote weerstand onder de bevolking, de bouw van een nieuw gemeentehuis erdoor te drukken. Dit gemeentehuis zou 50 miljoen gulden kosten en de onroerendezaakbelasting zou daarvoor 40 procent moeten stijgen.
In 2000 stapte hij over naar het bedrijfsleven en ging werken als commercieel directeur bij Woningbouw Centraal Nederland. Een projectontwikkelaar die enkele projecten in Houten-Zuid had uitgevoerd en kasteel Heemstede had herbouwd.

### Terug in openbaar bestuur
Twee jaar later keerde hij weer terug in de politiek als waarnemend burgemeester van Maarn en kort daarop tevens als waarnemend burgemeester van Woudenberg. In september 2003 werd De Jonge per Koninklijk Besluit alsnog burgemeester van Woudenberg en in 2004 volgde zijn benoeming tot burgemeester van Dronten. Daarnaast was hij tot 2014 voorzitter van de gebruikersvereniging Oranjewoud.

### Burgemeester van Dronten
In de periode dat De Jonge burgemeester was van Dronten kreeg de gemeente een station met aansluiting op de lijn Lelystad – Zwolle, ook wel de Hanzelijn genoemd. Ook maakte hij zich sterk tegen de uitbreiding van vliegveld Lelystad en de te verwachten geluidsoverlast.
In 2015 werd bekend dat de gemeente Dronten voor 2 miljoen aan belasting was vergeten te betalen. In 2017 stapten twee CDA-wethouders op, omdat ze geen vertrouwen hadden in het functioneren van het college. Ook werd er twee keer een anonieme brief bezorgd bij de media waarin werd gesproken over de angstcultuur die heerste in het gemeentehuis van Dronten.
De Jonge lag gedurende vrijwel zijn gehele periode overhoop met de uitbater van een snackwagen. De gemeente won uiteindelijk het juridisch gevecht, maar De Jonge moest het via sociale media flink ontgelden.
De komst en aanwezigheid van een AZC werden door De Jonge met verve verdedigd. Dit leverde onenigheid op met de burgemeester van Kampen die een avondklok wilde instellen voor de asielzoekers uit Dronten.
In 2015 zegde hij zijn lidmaatschap op van het CDA vanwege de samenwerking met de PVV.
In 2018 maakte hij bekend per 1 november 2018 te stoppen als burgemeester van Dronten. Als afscheidscadeau is het nieuwe overdekte zwembad van Dronten naar hem genoemd. Met ingang van diezelfde datum is Ineke Bakker benoemd tot waarnemend burgemeester van de gemeente Dronten.

### Na burgemeesterschap
Sinds 1 januari 2019 is De Jonge lid van de Kiesraad. Naast zijn lidmaatschap van de Kiesraad heeft De Jonge nog een drietal nevenfuncties: lid klachtencommissie Landstede, MBO regio Zwolle sinds 2008, pastoraal medewerker PKN Ermelo sinds 2022 en voorzitter Stichting tot behoud kerkelijke gebouwen in Midden en Oost Nederland sinds 2022. Op 5 september legde de Jonge het lidmaatschap tijdelijk neer van de Kiesraad omdat Hugo de Jonge minister van Binnenlandse Zaken en Koninkrijksrelaties werd en hij familielid is in de derde graad.

## Familie
Aat de Jonge is de oom van minister en politicus Hugo de Jonge.
- Parlement.com: vg09lln236za